# 1. Fußball- und Sportverein Mainz 05
L'1. Fußball- und Sportverein Mainz 05, meglio noto come 1. FSV Mainz 05 o semplicemente Mainz e in italiano come Magonza, è una società calcistica tedesca con sede a Magonza, nello stato federale della Renania-Palatinato. Milita nella Bundesliga, la massima serie del campionato tedesco.
Il club conta 14.000 membri e ha anche una sezione di pallamano e una di ping-pong.
Promosso per la prima volta in Bundesliga al termine della stagione 2003-2004, il Magonza vi rimase per tre anni. Milita ininterrottamente in massima serie dalla stagione 2009-2010. Vanta una semifinale di Coppa di Germania, raggiunta nel 2008-2009, e conta tre partecipazioni all'Europa League.
Dal 2011 disputa le partite interne nella Mewa Arena di Magonza (34.034 posti).

## Storia
Nel 1903 nella città di Magonza ci fu un primo tentativo, andato a vuoto, di fondare una squadra di calcio. Due anni dopo l'obiettivo fu raggiunto con la fondazione dell'1. Mainzer Fussballclub Hassia 1905.
Dopo alcuni anni di militanza nella Süddeutschen Fußballverband (Campionato di calcio della Germania meridionale), il club si fuse con il FC Hermannia 07 – l'ex squadra di calcio del Mainzer TV 1817 – a formare il 1. Mainzer Fussballverein Hassia 05, che eliminò "Hassia" dal suo nome nell'agosto 1912. Un'altra fusione dopo la prima guerra mondiale, nel 1919, questa volta con lo Sportverein 1908 Mainz, portò alla nascita dell'1. Mainzer Fußball- und Sportverein 05.
Die Nullfünfer formavano una squadra solida, che conquistò vari campionati nel periodo tra le due guerre e si qualificò per la prima fase del campionato nazionale nel 1921. Con la riorganizzazione del calcio tedesco voluta dal Terzo Reich nel 1933, il club si trovò a giocare in una delle sedici nuove massime divisioni, la Gauliga Südwest/Mainhessen. La squadra, tuttavia, disputò un solo campionato prima di retrocedere, e nel 1938 fu anche costretta ad una fusione con il Reichsbahn SV Mainz; giocò quindi con il nome di Reichsbahn SV Mainz 05 fino alla fine della seconda guerra mondiale.
Nel dopoguerra la squadra ritornò nuovamente a giocare in una massima divisione, l'Oberliga Südwest. Qui rimase senza ottenere grandi risultati fino al 1963, anno della fondazione della Bundesliga e della conseguente nuova riorganizzazione del calcio nazionale. Il Magonza si ritrovò però a giocare in una delle seconde divisioni del periodo, la Regionalliga Südwest; vinse questo campionato nel 1973, tuttavia mancò la promozione ai play-off. La seconda divisione venne riformata l'anno successivo, e il Magonza prese parte alla prima edizione della Zweite Bundesliga, venendo tuttavia retrocesso per problemi finanziari l'anno successivo.
Il club trascorse tredici anni in terza divisione, e tornò definitivamente tra i professionisti nel 1990, dopo una breve apparizione due anni prima. In tre circostanze, nel 1997, nel 2002 e nel 2003 la squadra fallì la promozione in Bundesliga per un soffio. La tenacia tuttavia pagò, e nel 2003-2004 il Magonza conquistò per la prima volta l'accesso alla Bundesliga sotto la guida di Jürgen Klopp, da tre anni al timone della squadra.
Nella stagione di esordio nel massimo campionato il club si classificò all'undicesimo posto, ottenendo però un posto in Coppa UEFA come vincitrice del Premio Fair Play. Tuttavia, a causa della limitata capacità dello Stadion am Bruchweg, la squadra disputò le partite casalinghe nella Commerzbank-Arena di Francoforte.
Nella stagione 2005-2006 il Magonza si piazzò nuovamente undicesimo; l'annata sarà ricordata anche per il prestigioso pareggio casalingo (2-2) contro il Bayern Monaco, futuro campione tedesco. Autore di un gol memorabile fu l'egiziano Mohamed Zidan, stella della squadra, in prestito dal Werder Brema. L'anno seguente la squadra di Klopp retrocesse, però, in Zweite Bundesliga a causa di un calo di condizione nelle ultime giornate. Dopo due stagioni, al termine della stagione 2008-2009 il Magonza risalì in Bundesliga, questa volta con Jørn Andersen in panchina.
A guidare la squadra in Bundesliga fu poi chiamato Thomas Tuchel, allenatore promosso dalla squadra giovanile. Il Magonza iniziò la stagione 2010-2011 con sette vittorie consecutive, eguagliando così il record che apparteneva al Bayern Monaco ed al Kaiserslautern, e a fine annata chiuse al quinto posto. La squadra partecipò così all'Europa League, da cui fu eliminata al terzo turno preliminare dai rumeni del Gaz Metan Mediaș dopo i calci di rigore. Nella stagione successiva iniziò a giocare nella nuova Coface Arena, dal 2016 Opel Arena. Una nuova partecipazione europea avviene poi nell'Europa League 2014-2015. Nelle annate seguenti di Bundesliga, il club ha sempre ottenuto tranquille salvezze senza mai ripetere i piazzamenti conseguiti in precedenza.
Nel 2021-2022 naviga nelle parti medio-alte della classifica concludendo la stagione con un ottimo 8º posto (miglior piazzamento dal 2015-16). Il miglioramento ha il suo culmine nel 2024-2025, quando il Mainz termina al sesto posto qualificandosi alla Conference League. Si tratta della quarta partecipazione a una competizione europea della storia del club, la prima dopo dieci anni.

## Colori e simboli

### Colori
I colori della maglia del Magonza sono il rosso (colore principale) e il bianco, che sono anche gli stessi dei pantaloncini e dei calzettoni.

### Simboli ufficiali

#### Stemma
Il simbolo del Magonza è composto da un cerchio bianco che racchiude, in rosso, i numeri "0" e "5", a ricordare l'anno di fondazione. Sotto, sempre in rosso, c'è la scritta "1. FSV MAINZ 05".

## Strutture

### Stadio

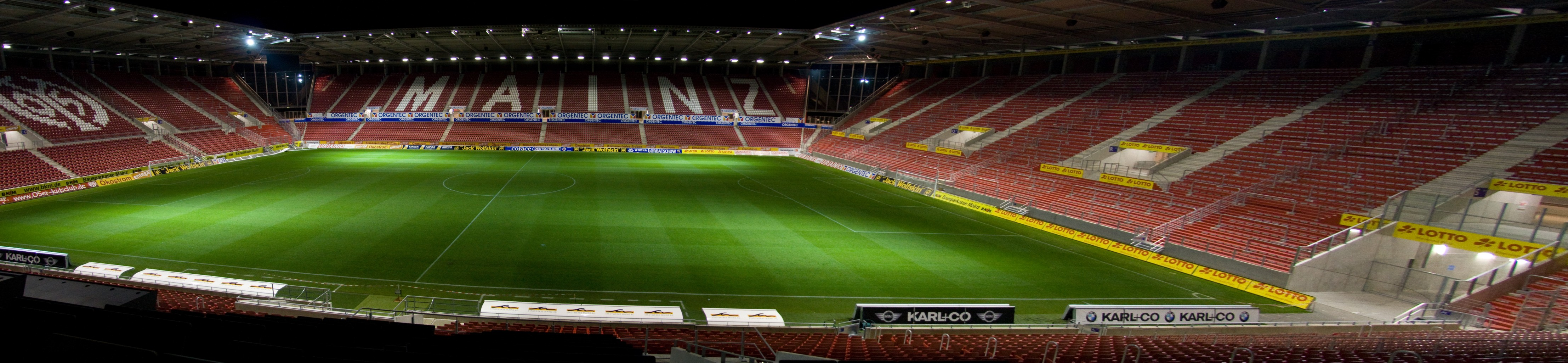
Interno della Mewa Arena.

Dal 2011 il club disputa le proprie gare interne alla Mewa Arena di Magonza, capace di ospitare 34 000 spettatori. Noto in precedenza come Coface Arena, dal luglio del 2016 al 2021 era conosciuto col nome Opel Arena, grazie ad un accordo di sponsorizzazione con l'omonima casa automobilistica.
Fino al 2011 il club ha utilizzato, invece, lo Stadion am Bruchweg, che fu inaugurato nel 1929 e rimase per lungo tempo l'impianto casalingo, fino alla costruzione dell'attuale.

## Allenatori e presidenti
Di seguito viene riportato l'elenco degli allenatori:
- 1932-1933  Julius Etz
- 1933-1934  Paul Oßwald
- 1946-1948  Helmut Schneider
- 1948-1950  Albert Heitz
- 1950-1951  Berno Wischmann (01 lug.-30 set.)
 Hans Geiger (01 ott.-30 giu.)
- 1951-1952  Hans Geiger
- 1952-1953  Georg Bayerer
- 1953-1955  Emil Izsó
- 1955-1956  Emil Izsó (01 lug.-31 dic.)
 Gerd Higi (01 gen.-30 giu.)
- 1956-1957  Gerd Higi
- 1957-1959  Sepp Kretschmann
- 1959-1966  Heinz Baas
- 1966-1967  Kurt Zaro (01 lug.-30 nov.)
 Walter Sonnenberger (01 dic.-30 giu.)
- 1967-1968  Erich Bäumler (01 lug.-11 mar.)
 Karlheinz Wettig (12 mar.-30 giu.)
- 1968-1969  Karlheinz Wettig
- 1969-1971  Erich Gehbauer
- 1971-1974  Bernd Hoss
- 1974-1975  Uwe Klimaschefski (01 lug.-23 set.)
 Gerd Higi (24 set.-14 ott.)
 Gerd Menne (17 gen.-30 giu.)
- 1975-1976  Gerd Menne (01 lug.-7 dic.)
 Gerd Higi (28 nov.-31 dic.)
 Horst Hülß (8 dic.-30 giu.)
- 1976-1980  Horst Hülß
- 1980-1982  Herbert Dörenberg
- 1982-1983  Herbert Dörenberg (01 lug.-14 mar.)
 Lothar Emmerich (15 mar.-30 giu.)
- 1983-1984  Lothar Emmerich
- 1984-1988  Horst-Dieter Strich
- 1988-1989  Horst Hülß (01 lug.-15 feb.)
 Robert Jung (16 feb.-30 giu.)
- 1989-1992  Robert Jung
- 1992-1994  Josip Kuže
- 1994-1995  Josip Kuže (01 lug.-20 nov.)
 Hermann Hummels (21 nov.-9 apr.)
 Horst Franz (10 apr.-30 giu.)
- 1995-1996  Horst Franz (01 lug.-13 set.)
 Manfred Lorenz (14 set.-23 set.)
 Wolfgang Frank (24 set.-30 giu.)
- 1996-1997  Wolfgang Frank (01 lug.-2 mar.)
 Manfred Lorenz (3 mar.-10 mar.)
 Reinhard Saftig (11 mar.-30 giu.)
- 1997-1998  Reinhard Saftig (01 lug.-25 ago.)
 Manfred Lorenz (26 ago.-16 set.)
 Dietmar Constantini (17 set.-8 apr.)
 Wolfgang Frank (9 apr.-30 giu.)
- 1998-1999  Wolfgang Frank
- 1999-2000  Wolfgang Frank (01 lug.-17 apr.)
 Dirk Karkuth (18 apr.-30 giu.)
- 2000-2001  René Vandereycken (01 lug.-14 nov.)
 Manfred Lorenz (16 nov.-20 nov.)
 Eckhard Krautzun (21 nov.-28 feb.)
 Jürgen Klopp (28 feb.-30 giu.)
- 2001-2008  Jürgen Klopp
- 2008-2009  Jørn Andersen
- 2009-2010  Jørn Andersen (01 lug.-3 ago.)
 Thomas Tuchel (3 ago.-30 giu.)
- 2010-2014  Thomas Tuchel
- 2014-2015  Kasper Hjulmand (01 lug.-16 feb.)
 Martin Schmidt (17 feb.-30 giu.)
- 2017-2019  Martin Schmidt
- 2019-2020  Sandro Schwarz
- 2019-2020  Sandro Schwarz (01 lug.-09 nov.)
 Jan-Moritz Lichte (10 nov.-17 nov.)
 Achim Beierlorzer (18 nov.-30 lug.)
- 2020-2021  Achim Beierlorzer (01 lug.-28 set.)
 Jan-Moritz Lichte (29 set.-28 dic.)
 Jan Siewert (ad interim) (28 dic.-03 gen.)
 Bo Svensson (04 gen.-30 giu.)
- 2021-2023  Bo Svensson
- 2023-2024  Bo Svensson (01 lug.-03 nov.)
 Jan Siewert (03 nov.-in corso)

## Calciatori

### Vincitori di titoli
Campioni del Sudamerica
- Gonzalo Jara (Cile 2015)

## Palmarès

### Competizioni nazionali
- Fußball-Regionalliga: 1

1972-1973 (Regionalliga Sud-Ovest)
- Campionato tedesco dilettanti: 1

1982

### Competizioni regionali
- Kreisliga Hessen: 1

1921
- Bezirksliga Rheinhessen-Saar: 1

1927
- Bezirksliga Main-Hessen: 2

1932, 1933
- Regionalliga Südwest II: 1

1973

### Competizioni giovanili
- Under-19 Bundesliga: 2

2008-2009, 2022-2023

### Altri piazzamenti
- Coppa di Germania:

Semifinalista: 2008-2009
- 2. Fußball-Bundesliga:

Secondo posto: 2008-2009
Terzo posto: 2003-2004
- UEFA Fair Play ranking: 1

2004-2005

## Statistiche e record

### Campionati nazionali
Il club ha ottenuto come miglior risultato in Bundesliga il quinto posto nel campionato 2010-2011.
Dalla stagione 1945-1946 alla 2025-2026 compresa il club ha ottenuto le seguenti partecipazioni ai campionati nazionali:
| Livello | Categoria            | Partecipazioni | Debutto   | Ultima stagione | Totale |
| ------- | -------------------- | -------------- | --------- | --------------- | ------ |
| 1º      | Bundesliga           | 20             | 2004-2005 | 2025-2026       | 38     |
| 1º      | Oberliga Südwest     | 18             | 1945-1946 | 1962-1963       | 38     |
| 2º      | 2. Bundesliga        | 19             | 1974-1975 | 2008-2009       | 30     |
| 2º      | Regionalliga Südwest | 11             | 1963-1964 | 1973-1974       | 30     |
| 3º      | Oberliga Südwest     | 13             | 1976-1977 | 1989-1990       | 13     |

### Tornei internazionali
Nei tornei internazionali il club ha raggiunto come massimo traguardo la fase a gruppi nella UEFA Europa League 2016-2017.
Alla stagione 2025-2026 l club ha ottenuto le seguenti partecipazioni ai tornei internazionali:
| Categoria                     | Partecipazioni | Debutto   | Ultima stagione |
| ----------------------------- | -------------- | --------- | --------------- |
| Coppa UEFA/UEFA Europa League | 4              | 2005-2006 | 2016-2017       |
| UEFA Conference League        | 1              | 2025-2026 | 2025-2026       |

### Statistiche nelle competizioni UEFA
Tabella aggiornata alla fine della stagione 2018-2019.
| Competizione                  | Partecipazioni | G  | V | N | P | RF | RS |
| ----------------------------- | -------------- | -- | - | - | - | -- | -- |
| Coppa UEFA/UEFA Europa League | 4              | 16 | 6 | 7 | 3 | 20 | 17 |

## Tifoseria

### Gemellaggi e rivalità
I primi grandi rivali del Mainz furono, nel periodo prebellico, il Weisenau e il Wiesbaden, che perse a Magonza ogni anno dal 1925 al 1934, ma concesse agli avversari appena quattro punti in casa.
La rivalità con il Wormatia Worms si sviluppò allorché vi fu un testa a testa per la vetta del campionato del distretto di Rheinhessen nella stagione 1926-1927. Il Mainz vinse il titolo regionale nel 1926, il Wormser si aggiudicò poi il titolo per quattro volte di seguito. Una rivalità piuttosto amichevole si sviluppò negli anni '80 con il Südwestverein Mainz 05 e l'Hessische FVgg. Kastel 06.
I rivali più recenti del Mainz sono stati l'Eintracht Francoforte (derby del Reno-Meno) e il Kaiserslautern (derby della Renania-Palatinato).
I tifosi di Magonza e Borussia M'gladbach hanno avuto un'intensa amicizia dal 1994 al 1999. Il sodalizio nacque dopo una partita di Coppa di Germania del 1994 che i magonzesi persero per 6-4 in trasferta. Forti amicizie si hanno con i tifosi di Duisburg, Casertana e Īraklīs.

## Organico

### Rosa attuale
Aggiornata al 3 ottobre 2024.
| N. |                          | Ruolo | Calciatore          |
| -- | ------------------------ | ----- | ------------------- |
| 1  | Germania (bandiera)      | P     | Lasse Rieß          |
| 2  | Austria (bandiera)       | D     | Phillipp Mwene      |
| 4  | Marocco (bandiera)       | C     | Aymen Barkok        |
| 5  | Germania (bandiera)      | D     | Maxim Leitsch       |
| 6  | Corea del Sud (bandiera) | C     | Hong Hyun-seok      |
| 7  | Corea del Sud (bandiera) | C     | Lee Jae-sung        |
| 11 | Germania (bandiera)      | C     | Nadiem Amiri        |
| 14 | Germania (bandiera)      | C     | Tom Krauß           |
| 16 | Germania (bandiera)      | D     | Stefan Bell         |
| 19 | Francia (bandiera)       | D     | Anthony Caci        |
| 21 | Germania (bandiera)      | D     | Danny da Costa      |
| 22 | Austria (bandiera)       | A     | Nikolas Veratschnig |

| N. |                     | Ruolo | Calciatore           |
| -- | ------------------- | ----- | -------------------- |
| 24 | Germania (bandiera) | C     | Merveille Papela     |
| 25 | Germania (bandiera) | C     | Andreas Hanche-Olsen |
| 27 | Germania (bandiera) | P     | Robin Zentner        |
| 30 | Svizzera (bandiera) | D     | Silvan Widmer        |
| 31 | Germania (bandiera) | C     | Dominik Kohr         |
| 33 | Germania (bandiera) | P     | Daniel Batz          |
| 44 | Germania (bandiera) | A     | Nelson Weiper        |
|    | Germania (bandiera) | D     | Moritz Jenz          |
|    | Francia (bandiera)  | C     | Arnaud Nordin        |
|    | Croazia (bandiera)  | C     | Gabriel Vidović      |